# Melanargia sagarraria
Melanargia sagarraria är en fjärilsart som beskrevs av Querci 1948. Melanargia sagarraria ingår i släktet Melanargia och familjen praktfjärilar. Inga underarter finns listade i Catalogue of Life.